# The Legendary Tigerman
The Legendary Tigerman é um nome artístico de Paulo Furtado, um artista, vocalista e músico blues português, que nos primeiros anos se apresentava em formato "one-man-band". Com um estilo singular, Furtado tocava guitarra, harmónica e bateria sozinho em palco até 2014. Utilizava vários microfones para efeitos, pedais de percussão, instrumentação eletrónica e até Kazoo.
Editou uma série de álbuns, além de EPs, diferentes discos limitados e bandas sonoras:
- 2002 Naked Blues - Subotnick Enterprises
- 2003 Fuck Christmas, I Got the Blues - Subotnick Enterprises
- 2004 In Cold Blood (Foto Álbum + CD) - Subotnick Enterprises[1]
- 2006 Masquerade - Nortesul/BMG
- 2009 Femina - EMI
- 2011 DVD The Legendary Tigerman & Guests Coliseu - Metropolitana
- 2013 Ao vivo na Zé dos Bois (25/12/2011) - distribuição com a revista Blitz (dezembro 2013).
- 2014 True - Metropolitana / Sony Music Portugal
- 2018 Misfit - Metropolitana / Discos Tigre Branco / Sony Music Portugal
- 2023 Zeitgeist

## Biografia
Nasceu em Moçambique, onde viveu até aos dois anos e depois foi para Viana. Mudou-se então para Coimbra com os pais. Paulo Furtado deu-se a conhecer com os Tédio Boys nos anos 1990. Com o final da banda, fundou, em 2000, os Wraygunn e em 2002 estreou-se a solo, como The Legendary Tigerman. Paulo tem vários mundos e várias artes dentro de si. É compositor de bandas sonoras. É um apaixonado pela fotografia. Produziu inúmeras canções para cinema, tendo-lhe sido atribuído por duas vezes o Prémio Sophia para melhor banda sonora original. Em 2012 o The Legendary Tigerman recebeu uma estrela em sua homenagem no Muro da Fama - Nirvana Studios .
Em 2021 será a estreia mundial da peça Andy, do aclamado realizador norte-americano Gus Van Sant. Comissionado e produzido pela BoCA, este é um espectáculo inspirado em Andy Warhol e que marca a estreia do realizador de Mala Noche, Elephant ou My Own Private Idaho na escrita e criação de palco. A direcção musical cabe a Paulo Furtado / The Legendary Tigerman. As apresentações decorrem no Teatro Nacional D. Maria II (Lisboa) e no Teatro das Figuras (Faro).